# Крейцы (Швеция)
Крейц, также Кройц, более правильный вариант Крёйц (швед. Creutz) — шведский и финляндский род шведского происхождения.
Ведёт своё начало от Ларса Маркуссона, жившего в XV веке. Его потомок в пятом поколении Эрнст Ларссон в 1625 году был введён в Рыцарское собрание Швеции под фамилией Крёйц. В 1654 году род возведён в баронское достоинство. Позднее, в 1719 году, одна из ветвей рода получила графский титул.
Финская ветвь Крёйцев была внесена в дворянский матрикул рыцарского дома Финляндии в 1818 году под № 1.

## Описание герба

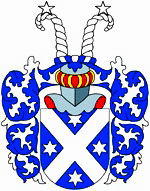
Дворянский герб рода

Лазоревый щит крестообразно разделен на 4 части двумя диагональными серебряными полосами, и в каждой части щита пятиугольная серебряная звезда.
На щите дворянский шлем с лазорево-серебряным бурелетом. Нашлемник: два страусовых пера и над каждым из них пятиугольная серебряная звезда. Намёт на щите лазоревый, подложенный серебром.

## Наиболее видные представители
- адмирал-генерал Лоренц Крёйц Старший (1615—1676).
- вице-президент Бергс-коллегии Лоренц Крёйц Младший (1646—1698).
- член риксрода Юхан Крёйц (1651—1726).
- генерал от кавалерии Карл Густав Крейц (1660—1728).
- член риксрода Эрнст Юхан Крёйц (1675—1742).
- поэт и дипломат Густав Филипп Крёйц (1731—1785).
- историк Карл Магнус Крёйц (1821—1893).